# 陈播
陈播（1920年—2004年1月8日），男，湖北广济人，中国电影事业家、电影评论家、电影史学家，中国电影家协会理事，原八一电影制片厂厂长。